# Mactan

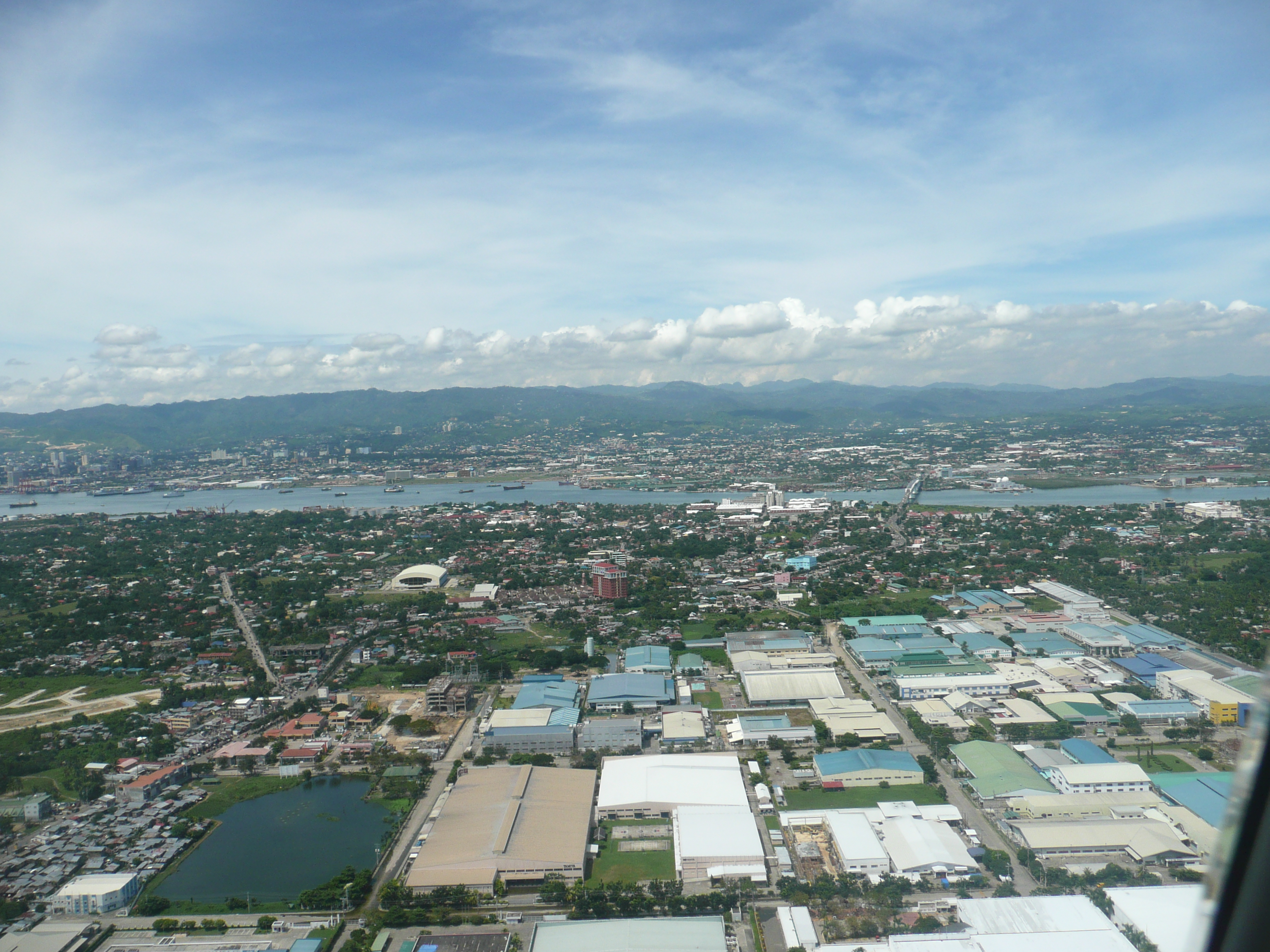
Västra delen av Mactan, med Lapu-Lapu City mitt i bilden, och Cebu i bakgrunden.

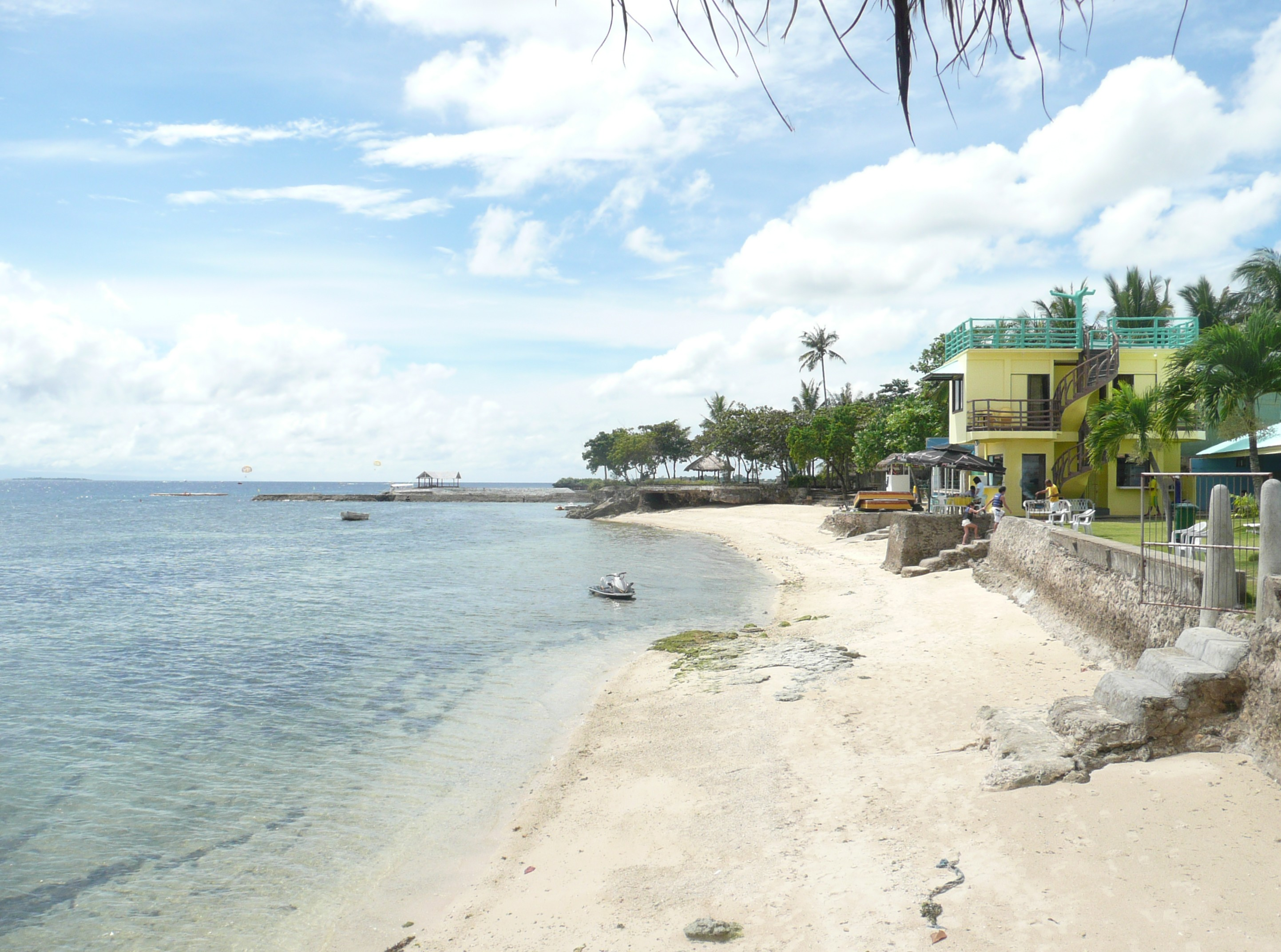
Badstrand på östra sidan av Mactan

Mactan är en ö i Filippinerna. Den ligger knappt en kilometer utanför den större ön Cebu. Mactan är delad i två administrativa indelningar varav den ena består av merparten av staden Lapu-Lapu City och den andra av kommunen Cordoba. Mactan International Airport, med sitt läge nära Cebu City, är landets näst mest trafikerade flygplats.  Östra sidan av ön har långa sandstränder.
Ön är mest känd för att ha varit platsen där Ferdinand Magellan under den första världsomseglingen dödades i strid av den filippinske ledaren Lapu-Lapu. Därför bytte man senare namn på staden på ön från Opon till Lapu-Lapu City.